# Mariona Terés
Mariona Martínez Terés (Barcelona, 26 d'abril de 1985), coneguda artísticament com a Mariona Terés, és una actriu catalana de cinema i televisió coneguda pel seu paper principal a la sèrie espanyola de Netflix Paquita Salas i de personatge secundari a la sèrie Veneno d'Atresplayer Premium, entre d'altres.

## Biografia
Mariona Terés s'ha format amb mestres de la talla de Juan Codina, Lorena Bayonas, John Strasberg o Pablo Messiez. Encara que deu la seva popularitat per interpretar Mariona Terés a la sèrie Paquita Salas, de Javier Calvo i Javier Ambrossi.
Després del seu treball a la sèrie ha participat en altres ficcions com a Acacias 38, Centro médico, Cuerpo de Élite o Terror y feria.
A més, també ha actuat en teatre amb l'exitosa obra La madre que me parió, una comèdia dirigida per Gabriel Olivares.
El 2020 va participar en Cuéntame cómo pasó, Veneno d'Atresplayer i Por H o por B, una sèrie dirigida per Manuela Burló Moreno per a HBO Espanya.

## Filmografia

### Cinema
| Any  | Títol                           | Rol        | Director/a                     |
| ---- | ------------------------------- | ---------- | ------------------------------ |
| 2016 | Cuerpo de élite                 | Periodista | Joaquín Mazón                  |
| 2016 | La sexta alumna                 | Lucy       | Benja de la Rosa               |
| 2017 | La llamada                      | Cambrera   | Javier Calvo i Javier Ambrossi |
| 2018 | Hacerse mayor y otros problemas | Marta      | Clara Martínez-Lázaro          |
| 2018 | Miamor perdido                  | Netejadora | Emilio Martínez-Lázaro         |
| 2022 | Pijamas espaciales              | Marta      | Clara Martínez-Lázaro          |

### Televisió

#### Sèries de televisió
| Any         | Títol                              | Rol                              | Canal               | Notes       |
| ----------- | ---------------------------------- | -------------------------------- | ------------------- | ----------- |
| 2016        | Centro médico                      | Maribel Serrano                  | La 1                | 1 episodi   |
| 2016 - 2019 | Paquita Salas                      | Ella mateixa                     | Netflix             | 10 episodis |
| 2018        | Cuerpo de élite                    | Mercedes Alquézar                | Antena 3            | 1 episodi   |
| 2018        | Looser                             | Marga                            | Flooxer             | 1 episodi   |
| 2018        | Sabuesos                           | Recepcionista                    | La 1                | 1 episodi   |
| 2019        | Terror y feria                     | Vecina                           | Flooxer             | 1 episodi   |
| 2020        | Cuéntame cómo pasó                 | Samira                           | La 1                | 4 episodis  |
| 2020        | Veneno                             | Amparo                           | Atresplayer Premium | 4 episodis  |
| 2020        | Por H o por B                      | Yoli                             | HBO España          | 1 episodi   |
| 2020        | Historias de Alcafrán              | Paqui                            | La 1                | 5 episodis  |
| 2021-2023   | Supernormal                        | Gabi                             | Movistar+           | 9 episodis  |
| 2022        | Entrevías                          | Fanny                            | Telecinco           | 3 episodis  |
| 2022        | Las de la última fila              | Leonora "Leo" Zamora Peña        | Netflix             | 6 episodis  |
| 2023        | Todas las veces que nos enamoramos | Roco                             | Netflix             | 2 episodis  |
| 2023        | La mesías                          | Coordinadora de festival catòlic | Movistar+           | 1 episodi   |

#### Programes de televisió
| Any  | Títol       | Canal    | Rol            |
| ---- | ----------- | -------- | -------------- |
| 2017 | Me resbala  | Antena 3 | Còmica         |
| 2019 | Niquelao!   | Netflix  | Jurat convidat |
| 2020 | Pasapalabra | Antena 3 | Concursant     |

### Teatre
| Any         | Títol                 | Rol     | Director         |
| ----------- | --------------------- | ------- | ---------------- |
| 2018 - 2020 | La madre que me parió | Promesa | Gabriel Olivares |